# RACF
RACF (Resource Access Control Facility, Solução de Controle de Acesso a Recursos) é um subsistema do sistema operacional z/OS, de propriedade da IBM, responsável pela implementação de segurança no z/OS, efetuando o controle de acesso dos usuários aos recursos do sistema e a outros recursos. Recebe o controle via interface RACROUTE de um Resource Manager - Gerenciador de Recursos. Por consulta a um banco de dados mantido pelo administrador de segurança, o RACF decide se o recurso pode ser acessado pela Task (Tarefa) requerente. Quando a Task não tem autoridade para ler ou escrever um determinado recurso, o resource manager pode decidir por Abendar (Finalizar anormalmente) a Task. O controle de acesso efetuado pelo RACF é a configurado baseado em padrões de nomenclatura, análogo aos controles de acesso de diretórios de outras plataformas.
Os controles de acesso baseados em computador são chamados de controles de acesso lógicos . Esses são mecanismos de proteção que limitam o acesso dos usuários às informações apenas ao que é apropriado para eles. Os controles de acesso lógico geralmente são integrados ao sistema operacional ou podem fazer parte da lógica de programas aplicativos ou utilitários principais, como sistemas de gerenciamento de banco de dados. Eles também podem ser implementados em pacotes de segurança complementares que são instalados em um sistema operacional; esses pacotes estão disponíveis para uma variedade de sistemas, incluindo PCs e mainframes. Além disso, os controles de acesso lógico podem estar presentes em componentes especializados que regulam as comunicações entre computadores e redes.

Para ser eficaz, o controle de acesso deve permitir que a administração adote o princípio do menor privilégio possível para os recursos considerados altamente confidenciais. Este princípio diz que o acesso a esses recursos é controlado de tal forma que a permissão para usá-los é restrita apenas às pessoas cujas funções normais exigem seu uso. Qualquer uso incomum do recurso deve ser aprovado por um administrador ou gerente, bem como pelo proprietário do recurso.